# الجمعية الأمريكية لمراكز مكافحة السموم

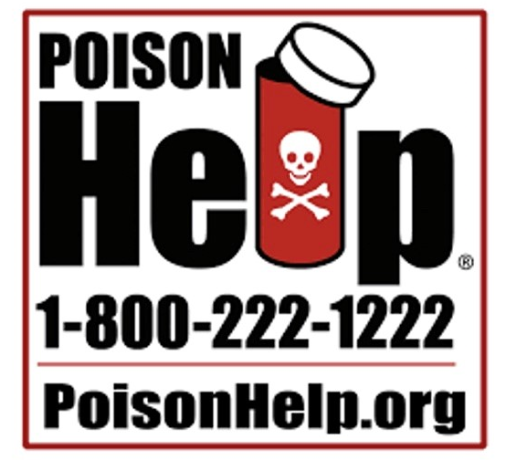

الجمعية الأمريكية لمراكز مكافحة السموم (AAPCC) هي منظمة وطنية للصحة التطوعية، تأسست عام 1958، تمثّل 55 مركزاً لمكافحة السموم في الولايات المتحدة.
تدعم الجمعية مراكز مكافحة السموم في مهمتها المتعلقة بالصحة العمومية المتمثّلة بمنع التسمم وتوفير التعليم وإجراء البحوث العلمية وعلاج الأفراد المعرضين لجرعات زائدة وأخطار بيئية وأخطار التعرض للنباتات السامة والحيوانات السامة والمنتجات المنزلية أو الذيفان.
كما تدعم الجمعية جهود مراكز السموم والأفراد المهتمين للحد من الأمراض ومعدلات الوفيات من حالات التسمم غير المقصودة. تضع الجمعية معايير لعمليات مراكز السموم ويصادق على تلك التي تعمل 24\7 للرد على طلبات مقدمي الرعاية الصحية وموظفي الرعاية الطبية المساعدة والطوارئ. بالإضافة لذلك، تحتفظ الجمعية بنظام وطني لبيانات السموم، وهي قاعدة البيانات الوحيدة التي تتوفر على معلومات السموم في الولايات المتحدة.

## وصلات خارجية
- الموقع الرسمي